# Иоганн Георг IV
Иоганн Георг IV (нем. Johann Georg IV.; 18 октября 1668, Дрезден — 27 апреля 1694, Дрезден) — курфюрст саксонский из династии Веттинов, сын Иоганна Георга III, наследовал ему в 1691 году.

## Биография
Несчастьем его жизни была страсть к Магдалене Сибилле Нейтшюц, дочери гвардейского офицера; по суеверию того времени, эту страсть приписывали колдовству. Политическим руководителем Иоганна был Шёнинг, который, желая отвлечь его от увлечения Магдаленой Нейтшюц, устроил его брак с вдовствующей маркграфиней Элеонорой Саксен-Эйзенахской, но этот брак не привёл к желанной цели и был очень несчастлив.
Шёнинг старался положить конец эксплуатации Саксонии Австрией и настаивал на поддержке императором прав курфюрста на Лауэнбург, против Бранденбурга. Когда эти требования были отклонены, Иоганн отозвал с Рейна свои войска. Тогда император захватил Шёнинга в Теплице и заключил его в крепость.
Титул имперской графини фон Рохлиц, данный императором Магдалене Сибилле Нейтшюц, склонил Иоганна к новому союзу с императором. Он выставил 12 тысяч против французов и, при известии о разорении Гейдельберга, сам двинулся к Рейну; но рождение дочери от Магдалены Нейтшюц заставило его промедлить, и французы смогли без помех двигаться вперёд. Чрезвычайно расстроенный тем, что маркграф Баденский не признавал его главнокомандующим имперской армией, а также напрасными усилиями освободить Шёнинга, Иоганн IV грозил отозвать свои войска, но заразился оспой от умирающей Нейтшюц и умер.

## Дети
У Иоганна Георга не было законного наследника, но у Магдалены Сибиллы в 1693 году родилась от него дочь Вильгельмина Мария Фредерика. Новым курфюрстом стал младший брат Иоганна Георга Август, который стал опекуном Вильгельмины Марии, вырастил её при своём дворе, признал её своей племянницей и дал приданое, когда она в 1720 году вышла замуж за радомского каштеляна Свентослава Петра Дунина. Поэт Антоний Мальчевский являлся её правнуком.